# 울라 (아일랜드)
울라(고대 아일랜드어: Ulaid [ˈʊləðʲ], 아일랜드어: Ulaidh [ˈʊləɣʲ])는 고대 아일랜드 북서부에 살았던 사람들 및 그들의 왕국으로, 여기서 오늘날 아일랜드 북부를 가리키는 얼스터라는 말이 유래하였다.

## 같이 보기
- 오스라거